# Funkentstörung

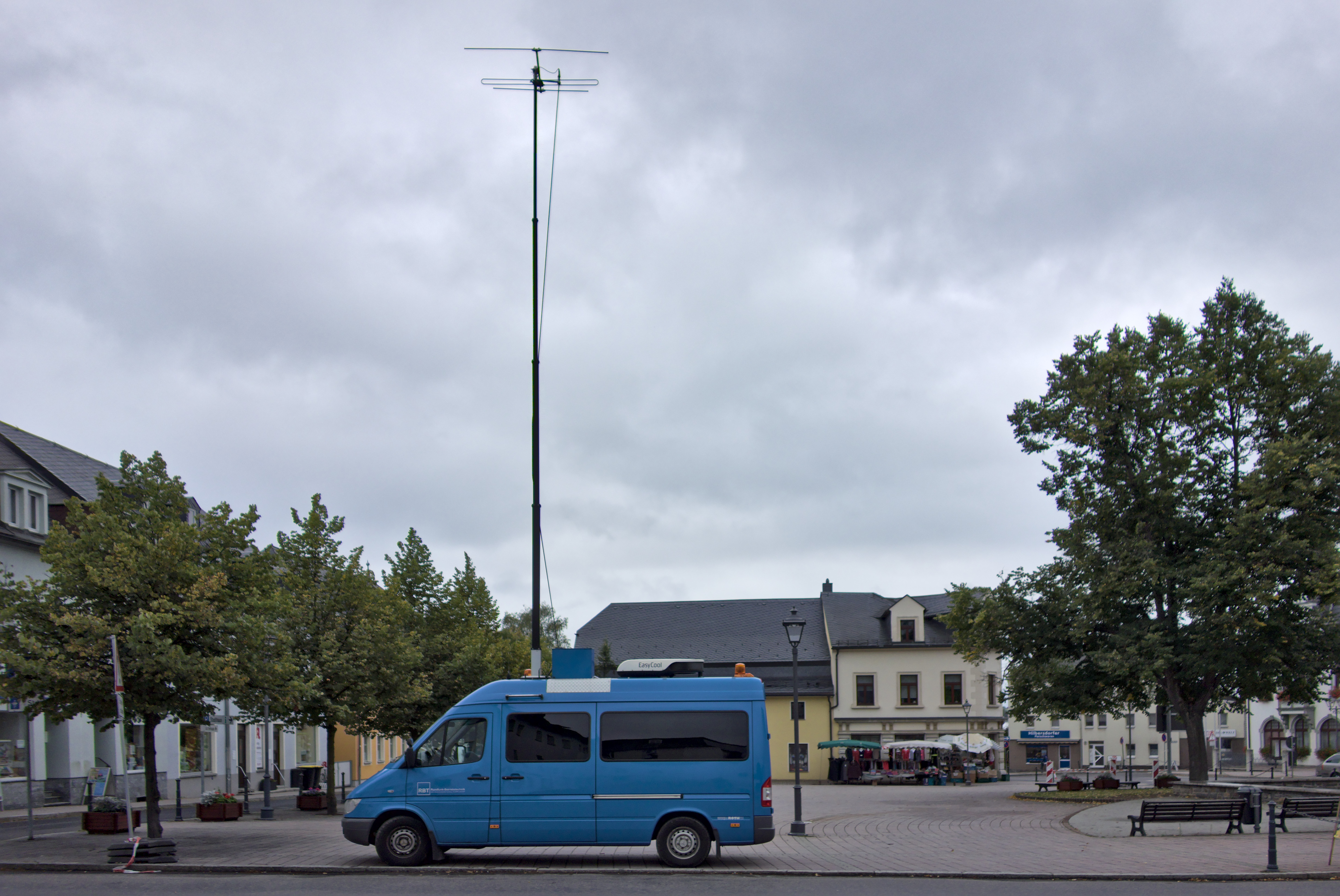
Funkmesswagen der Rundfunk-Betriebstechnik GmbH

Funkentstörung ist die Begrenzung von Funkstörungen auf ein zulässiges Maß, das in Normen festgelegt ist, bzw. in konkreten Einzelfällen so weit, bis die Störung beseitigt ist.
Die Funkentstörung ist ein Unterbereich der EMV. Gesetzlich geregelt ist Funkentstörung zusammen mit der EMV für den zivilen Bereich in Deutschland im Gesetz über die elektromagnetische Verträglichkeit von Betriebsmitteln. Überwacht wird die Einhaltung durch die Abteilung Funkmessdienst der Bundesnetzagentur, die entsprechende Messstellen und Messfahrzeuge unterhält.

## Entstehung und Klassifizierung
BreitbandstörungenBei schnellen Stromänderungen entstehen elektromagnetische Oberwellen, die sehr hohe Frequenzen erreichen können. Besonders bei schnellen Ein-/Ausschaltvorgängen treten solche Störungen auf, die ein breites Frequenzband überstreichen und bis weit in den Megahertz-Bereich reichen. Sie beeinträchtigen den Funkverkehr und sind im Alltag bei Rundfunk- und Fernsehübertragungen als Störungen hör- oder sichtbar. Typische Quellen solcher Störungen sind z. B. Elektromotoren mit Kollektoren oder die Zündanlagen von Verbrennungsmotoren. Charakteristisch für Breitbandstörungen ist, dass ein breites Frequenzband nahezu lückenlos überstrichen wird und keine einzelnen konstanten Störfrequenzen auftreten.
SchmalbandstörungenHierzu zählen hochfrequente Oszillatoren, z. B. zur Taktung eines Mikroprozessors in einem PC und deren Oberwellen. Charakteristisch ist die Frequenzkonstanz und der große Abstand zwischen den Harmonischen im Verhältnis zur Messbandbreite. Auch bei Schmalbandstörungen können Oberwellen auftreten.
Leitungsgebundene FunkstörungenBreiten sich überwiegend entlang von Leitungen, v. a. dem Stromversorgungsnetz, aus und dringen über diese in andere Geräte ein. Beispiel: Nicht entstörtes PC-Schaltnetzteil, das über das Stromversorgungsnetz in das Netzteil eines Mittelwellen-Radios einkoppelt und dadurch dessen Empfang stört.
Feldgebundene FunkstörungenBreiten sich hauptsächlich als Abstrahlung aus. Beispiel: PC mit schlecht abgeschirmten Anschlussleitungen. Hier wirken die Anschlussleitungen als Sendeantennen und koppeln die internen Taktfrequenzen des PCs als Funkstörungen direkt in die Empfangsantenne eines in Nähe stehenden UKW-Radios ein.
DauerstörungenHierzu zählen alle Funkstörungen, die dauernd ausgesendet werden. Für diese Störungen gelten die üblichen Grenzwerte.
Diskontinuierliche Störungen (Knacke)Einzelne kurze Schaltknacke (< 200 ms), z. B. durch einen handbetätigten Lichtschalter. Für kurzzeitige Störungen gibt es Erleichterungen bei den Grenzwerten.
In der Praxis gibt es natürlich Mischformen zwischen diesen Funkstörungsarten.

## Bewertung

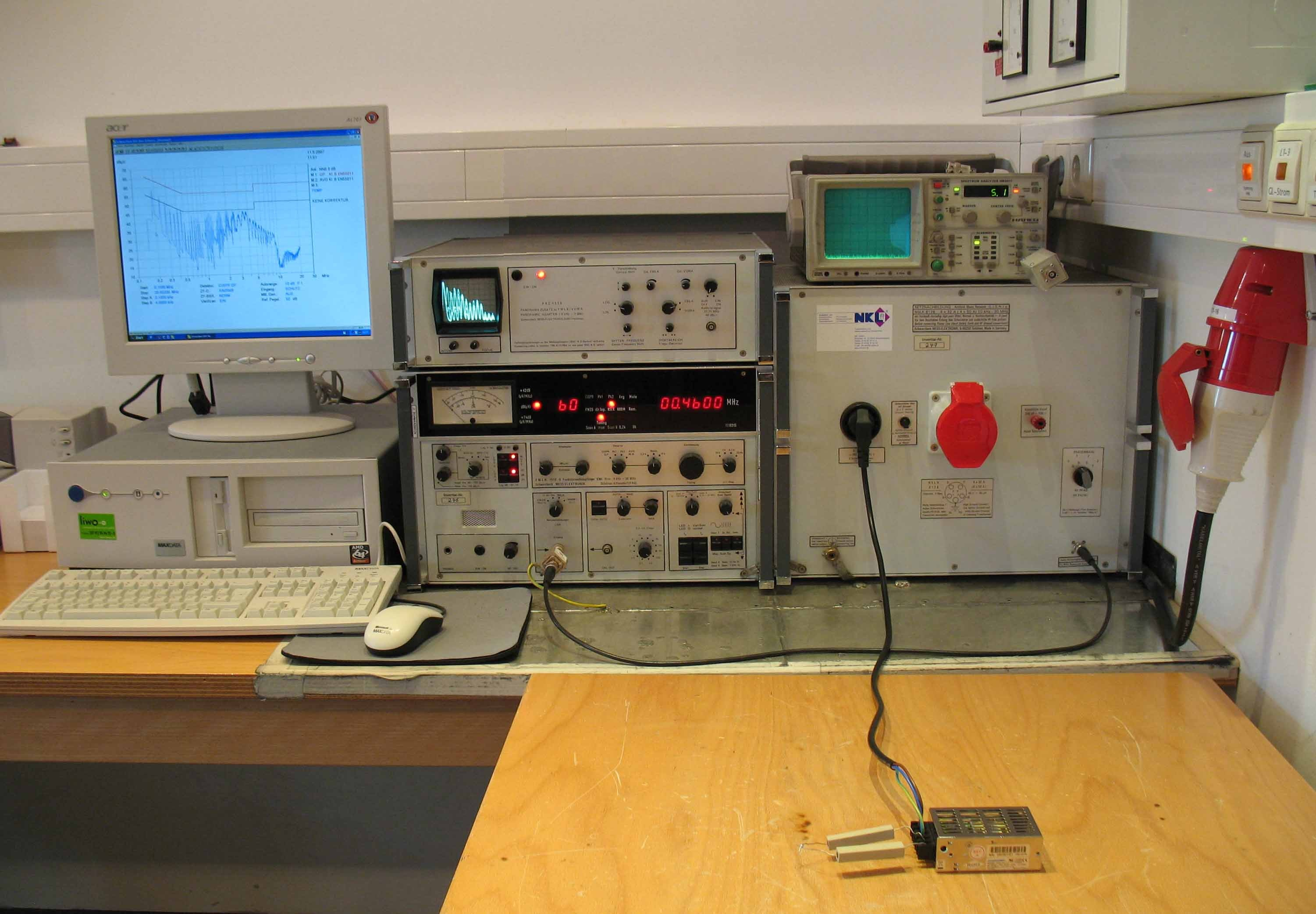
Funkstörspannungsmessplatz zur Messung der leitungsgebundenen Störaussendung mit Prüfling (Schaltnetzteil mit ohmscher Last) auf Holztisch, Netznachbildung zur Versorgung des Prüflings, links daneben der Funkstörmessempfänger mit aufgesetztem Panoramaadapter und daneben der PC zur Ansteuerung des Messempfängers und zur Dokumentation des Messergebnisses

Im zivilen Bereich ist es seit Jahrzehnten üblich, Funkstörungen nicht nur nach ihrer absoluten Höhe, sondern auch nach der Häufigkeit ihres Auftretens zu bewerten. Hierzu wurde in Untersuchungen das Lästigkeitsempfinden des menschlichen Gehörs nachgebildet und in eine Bewertungskurve eingearbeitet, die sogenannte CISPR-Quasipeak-Bewertung. Diese führt dazu, dass einzelne kurze Knacke nicht berücksichtigt werden, aber mit zunehmender Häufigkeit immer schärfere Grenzwerte gelten, bis zum Schluss die strengsten Grenzwerte für Dauerstörungen erreicht sind.
Hiermit soll erreicht werden, dass der Aufwand, der für die Funkentstörung betrieben werden muss, in technisch und wirtschaftlich vertretbarem Verhältnis zur Störwirkung bleibt.
Im militärischen Bereich dagegen ist diese Bewertung nach Häufigkeit nicht üblich, hier wird stets der Spitzenwert gemessen.

### Beispiele aus der Praxis
Ein handbetätigter Lichtschalter zur Zimmerbeleuchtung
Dieser wird normalerweise nur zwei- bis viermal am Tag betätigt und erzeugt nur einen kurzen Knack von wenigen Millisekunden Dauer. Es wäre unwirtschaftlich, jeden Lichtschalter mit einem Entstörfilter auszurüsten. Für solche einfachen Geräte, die nur kurzzeitige Störungen (< 200 ms) bei rein manueller Betätigung erzeugen, gelten keine Grenzwerte für die Höhe der Störungen.
Heizlüfter mit Kollektormotor und Bimetallschalter als Thermostat
Hier muss der Motor nach den strengeren Dauerstörgrenzwerten entstört werden, da er ja längere Zeit laufen kann. Die Schaltknacke des Bimetallschalters zur Regelung der Heizwicklung werden dagegen separat bewertet und dürfen eine bestimmte Häufigkeit nicht überschreiten, dafür dann aber über dem Grenzwert für die Dauerstörungen liegen.
Computer
Ein PC, der meist über mehrere Stunden in Betrieb ist und schmalbandige Dauerstörungen erzeugt, muss die strengeren Grenzwerte für diese schmalbandige Dauerstörungen einhalten. Läge hier eine Störfrequenz in einem Nutzfrequenzbereich, wäre der Funkempfang auf dieser Frequenz dauerhaft gestört.

## Unterdrückung
Um Funkstörungen zu verringern, gibt es unter anderem folgende Möglichkeiten (Beispiele):
- Reduzierung der Funkstörungen an der Quelle, z. B. durch Verschleifung des Stromanstiegs bei Schaltvorgängen durch Vorwiderstände, Kondensatoren und Drosseln.
  - Bei Zündanlagen werden häufig Widerstände in die Zündkabel eingesetzt, um den Stromanstieg zu begrenzen
  - bei Triacs in Phasenanschnittsteuerungen werden Sättigungsdrosseln in Reihe zum Triac geschaltet. Nachteilig ist hierbei die zusätzliche Verlustwärme, die den Wirkungsgrad verringert.
- Abschirmung der Störquelle
  - geschirmte Zündkerzenstecker
  - Störungen abstrahlende Baugruppen werden häufig in hochfrequenzdichte Metallgehäuse eingebaut.
- Filterung von Leitungen von und zur Störquelle
  - Stromzufuhr über Durchführungskondensatoren: die Versorgungsleitungen werden durch einen koaxialen Kondensator geführt, der mit dem Gehäuse verlötet oder verschraubt ist.
  - Verwendung von Entstörgliedern aus Entstörkondensatoren und/oder Drosseln nahe an der Störquelle, um die Ausbreitung und die Abstrahlung durch Leitungen zu vermeiden.
- RC-Dämpfungsglieder z. B. an Kontakten oder geschalteten induktiven Verbrauchern (Snubber)

## Grundschaltungen von Entstörgliedern
Das Grundprinzip beim Entwurf von Entstörgliedern beruht immer auf einer möglichst großen Fehlanpassung an die Störquelle im HF-technischen Sinn, damit die Störungen wieder zur Quelle zurück reflektiert werden.
Hat die Störquelle eine hohe Impedanz, muss als erstes eine Kapazität zur Entstörung verwendet werden, denn diese stellt eine niedrige Impedanz dar, umgekehrt muss bei einer niederimpedanten Störquelle zuerst eine Induktivität vorgeschaltet werden. Da bei einer realen Störquelle die Impedanz normalerweise unbekannt und frequenzabhängig ist, müssen Entstörglieder in der Praxis immer in einem realen Messaufbau angepasst und in der Wirkung überprüft werden, siehe EMV-Messung. Meist ist eine Kombination von Kondensatoren und Drosseln erforderlich, die von den Absolutwerten und vom Frequenzgang her an die Impedanz der Störquelle angepasst werden müssen. Zusätzlich müssen noch Sicherheitsvorschriften beachtet werden (Ableitstrom, Berührspannungen, Spannungsfestigkeit, maximal zulässige Temperaturen etc.)
sodass die Entwicklung von Entstörgliedern eine große Erfahrung erfordert.

### Entstörung mit Parallelkondensator

Entstörung mit Parallelkondensator

Bei dieser Entstörmethode wird ein Entstörkondensator parallel zur Störquelle geschaltet. Für Gegentakt-Störschwingungen stellt diese Kapazität quasi einen Kurzschluss dar, weshalb diese stark gedämpft werden.
Solche Kondensatoren werden als X-Kondensator bezeichnet und gekennzeichnet.

### Entstörung mit X-Y-Kondensatoren

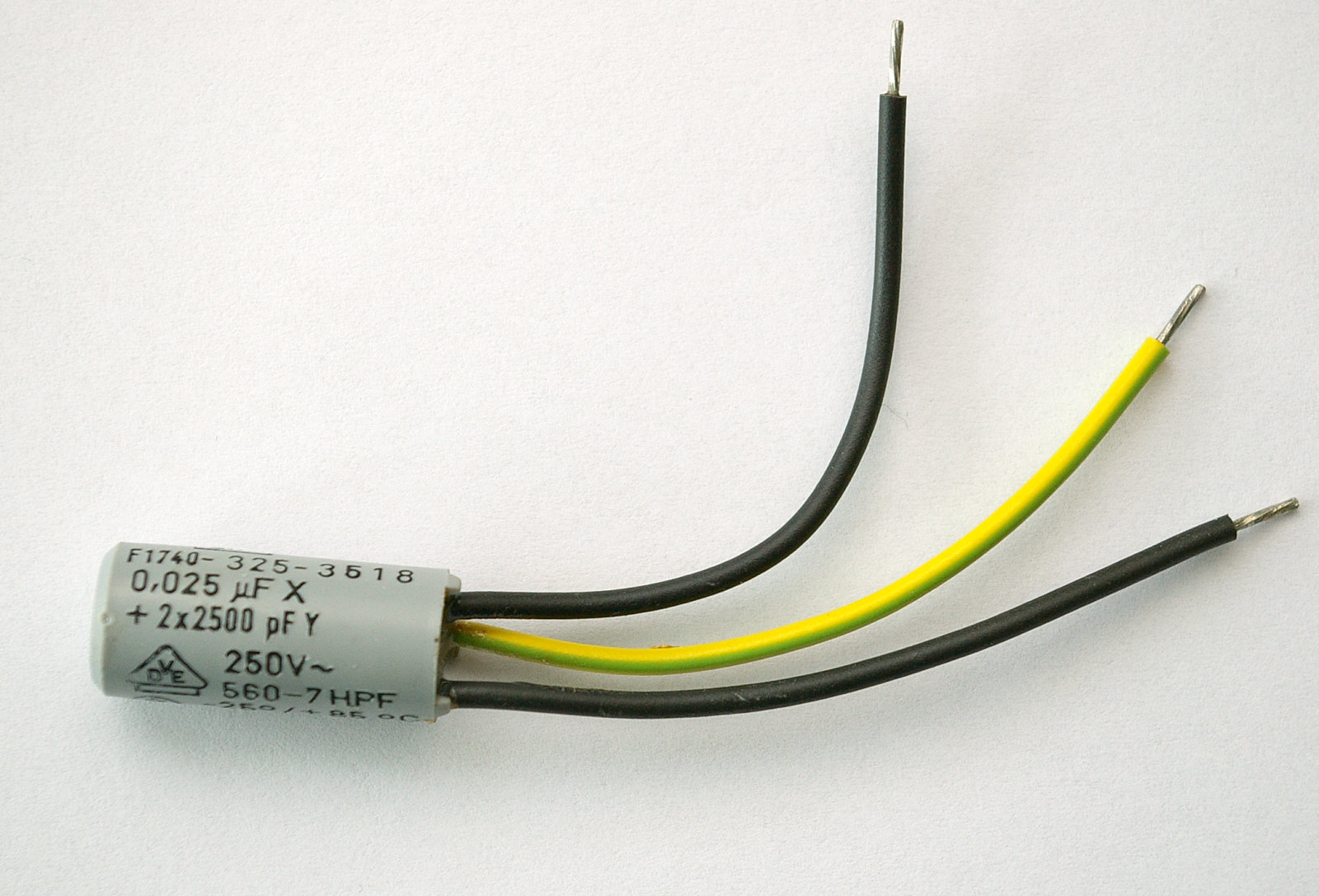
XY-Entstörkondensator

Entstörung mit X- und Y-Kondensator gegen Erde

Oft müssen zusätzlich zum Parallelkondensator zwei Entstörkondensatoren zum Schutzleiter (Gehäuse, Erde) geschaltet werden. Dies dämpft Gleichtaktstörungen. Solche Kondensatoren sind wegen des Ableitstromes in ihrer Kapazität begrenzt und müssen besonders spannungsfest und zuverlässig sein. Sie werden als Y-Kondensator bezeichnet und gekennzeichnet. X- und Y-Kondensatoren können in einem gemeinsamen Gehäuse untergebracht sein.

### Entstörung mit Drosselspulen

Entstörung mit Drosselspulen

Drosselspulen in den Zuleitungen zum Gerät stellen einen hohen Widerstand für hochfrequente Spannungen dar, da der induktive Blindwiderstand mit der Frequenz zunimmt. Dadurch werden besonders Störsignale gedämpft, sodass sie nicht über die Zuleitung abtransportiert oder abgestrahlt werden können. Der Netzstrom oder ein niederfrequentes Gegentaktsignal kann dagegen fast verlustfrei durch die Spulen fließen. Man verwendet oft sogenannte Gleichtaktdrosseln, die aus zwei Spulen auf einem gemeinsamen Kern bestehen. Sie unterdrücken insbesondere Gleichtaktstörungen.

### Entstörung mit LC-Filter

Entstörfilter für eine Versorgungsleitung

Diese Entstörschaltung dämpft Störsignale durch einen LC-Tiefpass. Diese oft in Netzfiltern eingesetzte Variante schützt sowohl das Netz als auch das Gerät.

### RC-Entstörglied
Entstörglieder aus einem Widerstand in Serie mit einem Kondensator werden zur Schutzbeschaltung von Kontakten eingesetzt, wenn diese induktive Lasten schalten, siehe Snubber. Sie schützen vor Kontaktabbrand und verringern wirksam die Funkstörungen.

## Besondere Eigenschaften von Entstörkondensatoren
Jeder Kondensator hat neben seinem kapazitiven Widerstand auch eine kleine induktive Komponente. Da dieser induktive Widerstand die Wirkung des Kondensators bei zunehmender Frequenz verschlechtert, werden für Entstörzwecke spezielle Kondensatoren mit sehr kleinem induktiven Widerstand gefertigt.

## Sicherheitsaspekte bei Entstörmaßnahmen
Bei Geräten mit Y-Kondensatoren fließt immer ein kleiner Strom über den Schutzleiter ab, der sogenannte Ableitstrom. Wenn der Schutzleiter im Fehlerfall unterbrochen ist, liegt u. U. an leitfähigen Teilen des Gerätes eine Spannung an, die elektrische Schläge verursachen kann. Deshalb ist der Ableitstrom und damit die Größe der Y-Kondensatoren bei netzbetriebenen Geräten begrenzt.